# Клавес
Кл̀авесът (на испански: claves) е кубински е музикален перкусионен инструмент от групата на дървените идиофони. При звукоизвличането на клавеса е важно една от двете летвички да резонира добре, като за целта някои се правят с кухи сърцевини. Подобни на клавесите са клапстикс.
Състои се от две летвички, дълги около 20-30 см. Традиционно се изработва от дървесина, но в днешно време и от фибростъкло и пластмаси поради по-голямата трайност на тези материали. Звукът на изработените от евкалипт клавеси много напомня на високия регистър на ксилофона.
Клавесите се използват широко в латиноамериканската музика (особено в салсата).